# Montañas Adirondack
Las montañas [de] Adirondack (en inglés: Adirondack Mountains,  /ædᵻˈrɒndæk/) son un macizo montañoso de los Estados Unidos localizadas en el noreste del estado de Nueva York. Sus límites corresponden aproximadamente con los límites del actual Parque Adirondack. Comprenden una superficie de unos 13 000 km², entre montañas, tierras boscosas, colinas redondas, valles en forma de "U" y lagos. Las montañas forman una cúpula más o menos circular, de aproximadamente 260 km de diámetro y aproximadamente 1600 m de altura. El relieve actual debe mucho a la acción de la glaciación. Hay más de 200 lagos alrededor de las montañas, como los lagos George, Placid y Tear of the Clouds, que es la fuente del río Hudson. La región de las Adirondack también alberga cientos de cumbres montañosas, algunas de las cuales alcanzan alturas de 5000 pies o más.

## El nombreAdirondacks
Se cree que la palabra Adirondack provendría de la palabra mohawk 'ha-de-ron-dah', que significa 'comedores de árboles'. El primer uso escrito del nombre, escrito Rontaks,  es de 1729 por el misionero francés Joseph François Lafitau. Éste explicaba que los iroqueses usaban la palabra como un término despectivo para los grupos de algonquinos que no practicaban la agricultura y que, por lo tanto, a veces tenían que comer corteza de árbol para sobrevivir a los duros inviernos. Como los mohawks no tenían lenguaje escrito en ese momento, los europeos usaron varias grafías fonéticas de la palabra, como Achkokx, Rondaxe y Adirondax. Tales palabras estaban fuertemente asociadas con la región, pero aún no se consideraban un nombre de lugar: un mapa en inglés de 1761 etiqueta el área simplemente como «país de caza de ciervos» (Deer Hunting Country). En 1837, las montañas fueron nombradas Adirondacks por el médico y geólogo Ebenezer Emmons.

## Historia humana

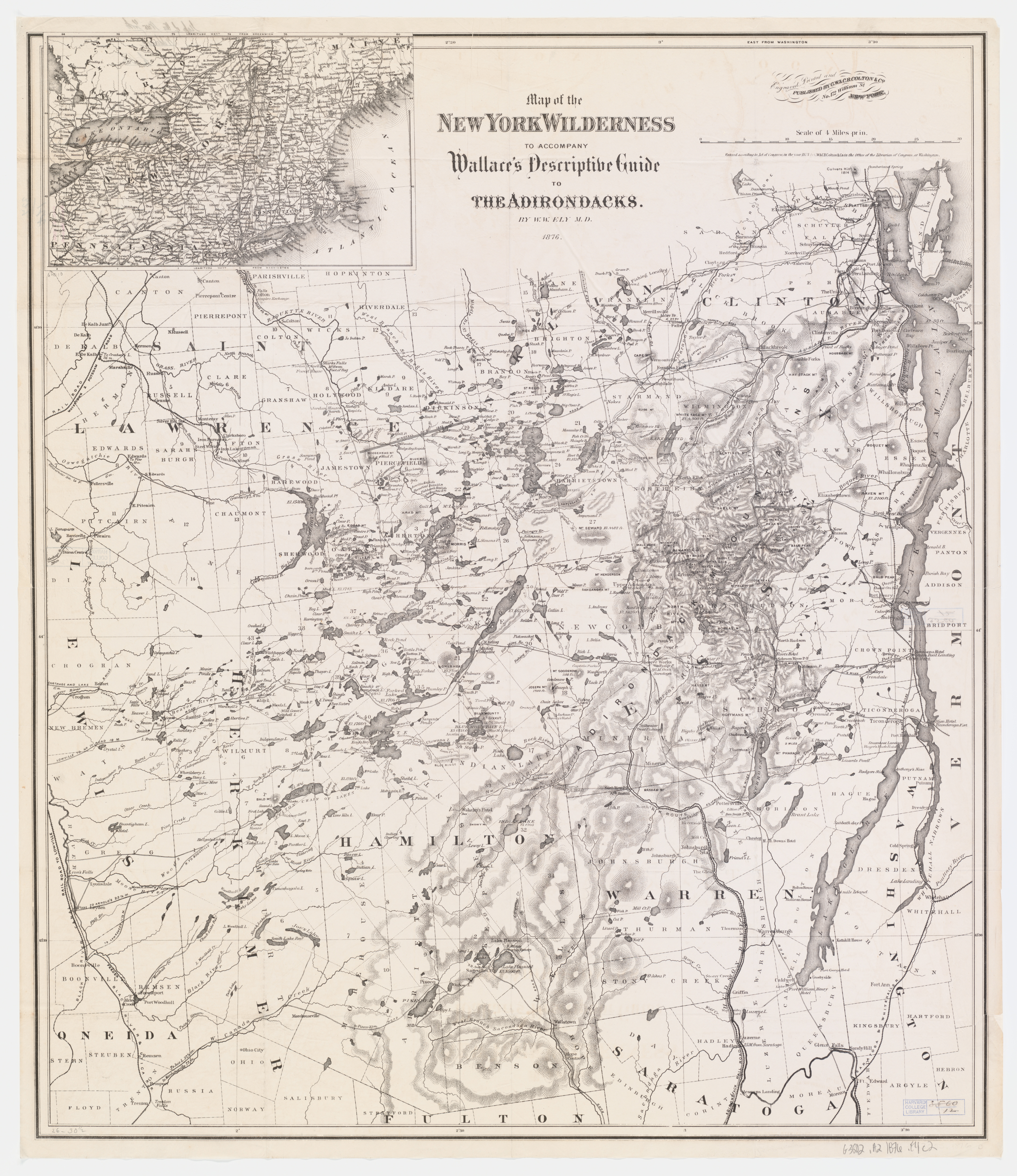
Mapa de 1876 de las Adirondacks, que muestra muchos de los nombres ahora obsoletos de muchos de los picos, lagos y comunidades.

Los seres humanos han vivido en la región de las montañas Adirondack desde el período paleoindio (15000 a 7000 a. C.) poco después de la Última Edad de Hielo. El primer grupo que se trasladó al área llegó al sur desde el valle del río San Lorenzo y se asentó a lo largo de las orillas del mar de Champlain alrededor del año 13000 a. C.. Estas personas, conocidas como la cultura Laurentiana, eran cazadores-recolectores seminómadas. La evidencia de su presencia en las Adirondacks incluye una punta de flecha de pedernal marrón rojizo encontrada en 2007 en el borde del lago Tupper. Durante los siguientes 11000 años aproximadamente, el clima de la región se calentó lentamente y los bosques comenzaron a reemplazar a la tundra original. Varias culturas diferentes —conocidas como las culturas de Sylvan Lake, River, Middlesex, Point Peninsula y Owasco— reemplazaron a la cultura Laurentiana con el tiempo. En la época de la cultura Owasco, alrededor del año 0 d. C., en las tierras altas de las Adirondack ya se cultivaban maíz y frijoles.
Los primeros pueblos iroqueses —los mohawk (o Kanyengehaga) y los oneida (u Oneyotdehaga)— llegaron a la región de las Adirondack hace entre 4000 y 1200 años. Ambos grupos reclamaron las montañas Adirondack como terrenos de caza. Según el historiador de Haudenosaunee Rick Hill, la región se consideraba un «plato con una cuchara» (Dish with One Spoon, una ley utilizada por los pueblos indígenas para describir un acuerdo para compartir territorio de caza entre dos o más naciones), simbolizando los recursos de caza compartidos entre los grupos. Un grupo de algonquinos, conocidos como los mahicanos, también ocupó la región, particularmente el valle del río Hudson.
Estos fueron los grupos que encontraron los primeros exploradores europeos de la zona. La colonización europea comenzó con una batalla entre Samuel de Champlain y un grupo de mohawks, en lo que hoy es Ticonderoga en 1609. El misionero jesuita Isaac Jogues se convirtió en el primer europeo del que hay constancia en viajar por el centro de las Adirondacks, como cautivo de una partida de caza mohawk, en 1642.
La temprana percepción europea de las Adirondacks era la de un área virgen vasta e inhóspita. Un mapa del área de 1771 muestra la región como un espacio en blanco en la esquina noreste de Nueva York. En 1784, Thomas Pownhall escribió que los nativos americanos se referían a la zona como «el lúgubre desierto o la habitación de invierno», y que la zona «no era muy conocida por ellos o, si la conocían, muy sabiamente mantenida fuera del conocimiento de los europeos». Claramente tenía la impresión de que los nativos no vivían dentro de las montañas Adirondack. Porque las tribus iroquesas y algonquinas locales habían sido diezmadas primero por la viruela y el sarampión en el siglo XVII, luego por las guerras con los colonos europeos invasores, y probablemente había muy pocas personas viviendo en la región cuando Pownhall realizó su descripción. Solo recientemente los numerosos hallazgos arqueológicos han demostrado de manera definitiva que los nativos americanos estaban muy presentes en las Adirondacks antes del contacto con los europeos, cazando, haciendo cerámica y cultivando maíz y frijoles.
La impresión europea de una región salvaje desprovista de conexión humana estableció una narrativa sobre la naturaleza que persistiría durante los siguientes 200 años de la historia de la región. Si bien la percepción de la sociedad sobre el valor de las Adirondack cambió, siempre fueron vistas como una tierra de recursos naturales y belleza física, no de historia humana. Primero, el área era un enredo inhóspito, luego un lucrativo almacén de madera. Después de la Guerra de Independencia de los Estados Unidos, el estado de Nueva York adquirió la propiedad de la mayor parte de la tierra de la región. Necesitado de dinero para pagar las deudas contraidas en la guerra, el gobierno vendió casi toda la superficie pública original de unos 7 millones de acres por unos centavos el acre. Los leñadores fueron bien recibidos en el interior, con pocas restricciones, lo que supuso una masiva deforestación. Más tarde, el carácter salvaje de la región se hizo popular con el surgimiento del movimiento romántico, y las Adirondacks se convirtieron en un destino para aquellos que deseaban escapar de los males de la vida urbana. La creciente preocupación por la calidad del agua y por la deforestación llevó a la creación del Parque Adirondack en 1885. En 1989, parte de la región de Adirondack fue designada por la UNESCO como Reserva de la Biosfera Champlain-Adirondack.

## Parque estatal
En 1882, la legislatura del Estado de Nueva York declaró a esta región parque estatal aunque existían propiedades privadas que aún se mantienen. El fin de esta creación fue preservar «la vida silvestre, [y que las tierras] no se puedan vender, rentar o intercambiar, ni ser ocupadas por corporaciones, privadas o estatales».

## Montañas
El conjunto de montañas de Adirondack se considera como «montañas jóvenes» pues, según un estudio orográfico, crece a razón de 1,5 milímetros anualmente, siendo la cumbre más alta la del monte Marcy con 1629 metros (5344 pies). Existen además unas cuarenta montañas superiores a los 1200 metros (3973 pies).
La mayoría de las montañas altas tienen tres zonas de vegetación: La primera, la de haya, arce y abedul amarillo del bosque de maderas duras del norte. La segunda, de abeto rojo y el balsámico. La tercera en la cima, una zona alpina de rocas con liquen, juncia y krummholz.

## Geología
Las rocas de las montañas Adirondack se originaron hace unos dos mil millones de años como sedimentos de 50.000 pies (unos 15.240 m) de espesor en el fondo de un mar situado cerca del ecuador. Debido a la tectónica de placas estas colisionaron con Laurentia (la precursora de la actual Norteamérica) en un episodio de construcción de montañas conocido como orogenia de Grenville. Durante este tiempo la roca sedimentaria se transformó en roca metamórfica. Son estos minerales proterozoicos  y litologías las que constituyen el núcleo del macizo. Entre los minerales de interés se encuentran:
- wollastonita, extraída cerca de Harrisville
- magnetita y hematita, extraídas antiguamente en las Minas Benson,[11] Lyon Mountain, Minevill, Tahawus, y Witherbee.
- grafito, extraído cerca de Hague y Ticonderoga.
- granate, extraído en la mina Barton, al norte de Gore Mountain.
- anortosita, visible en cortes de carretera en la Ruta Estatal 3 de Nueva York entre lago Saranac y lago Tupper.[12]>
- mármol
- zinc: El distrito de Balmat-Edwards en el flanco noroeste del macizo también en el condado de San Lorenzo fue un importante yacimiento de zinc.
- titanio se extraía en Tahawus.

Nota: los Adirondacks se levantaron en un punto caliente del Escudo Canadiense, a diferencia de otras cadenas montañosas de Nueva York que forman parte de la cadena de los Apalaches (no confundir con la región cultural de los Apalaches).
Hace unos 600 millones de años, a medida que Laurentia se alejaba de Báltica (Cratón Europeo), la zona comenzó a separarse formando el Océano Iapetus. Se desarrollaron fallas que iban de norte a noreste y formaron valles y lagos profundos. Ejemplos visibles hoy en día son los grabens Lago George y Lago Schroon. En esta época, las montañas de Grenville se habían erosionado y la zona estaba cubierta por un mar poco profundo. En el lecho marino se acumularon varios miles de metros de sedimentos. Los trilobites eran la principal forma de vida del fondo marino, y se pueden ver huellas fósiles en el suelo de arenisca de Potsdam del Centro de Interpretación Paul Smiths.
Hace unos 10 millones de años, la región comenzó a elevarse. Se ha levantado unos 7.000 pies (unos 2.134 metros) y continúa a una velocidad de unos 2 milímetros por año, que es mayor que la tasa de denudación. La causa de la elevación es desconocida, pero los geólogos teorizan que es causada por un punto caliente en el manto terrestre. Un estudio reciente ha revelado una columna de materiales sísmicamente lentos a unos 50-80 km de profundidad bajo las montañas Adirondack, que se interpretó como la astenosfera ascendente que contribuye al levantamiento de las montañas. La aparición de enjambres sísmicos cerca del centro del macizo en la aldea Blue Mountain Lake puede ser una prueba de ello. Algunos de los terremotos han superiores a M5.0 en la escala de magnitud de Richter.

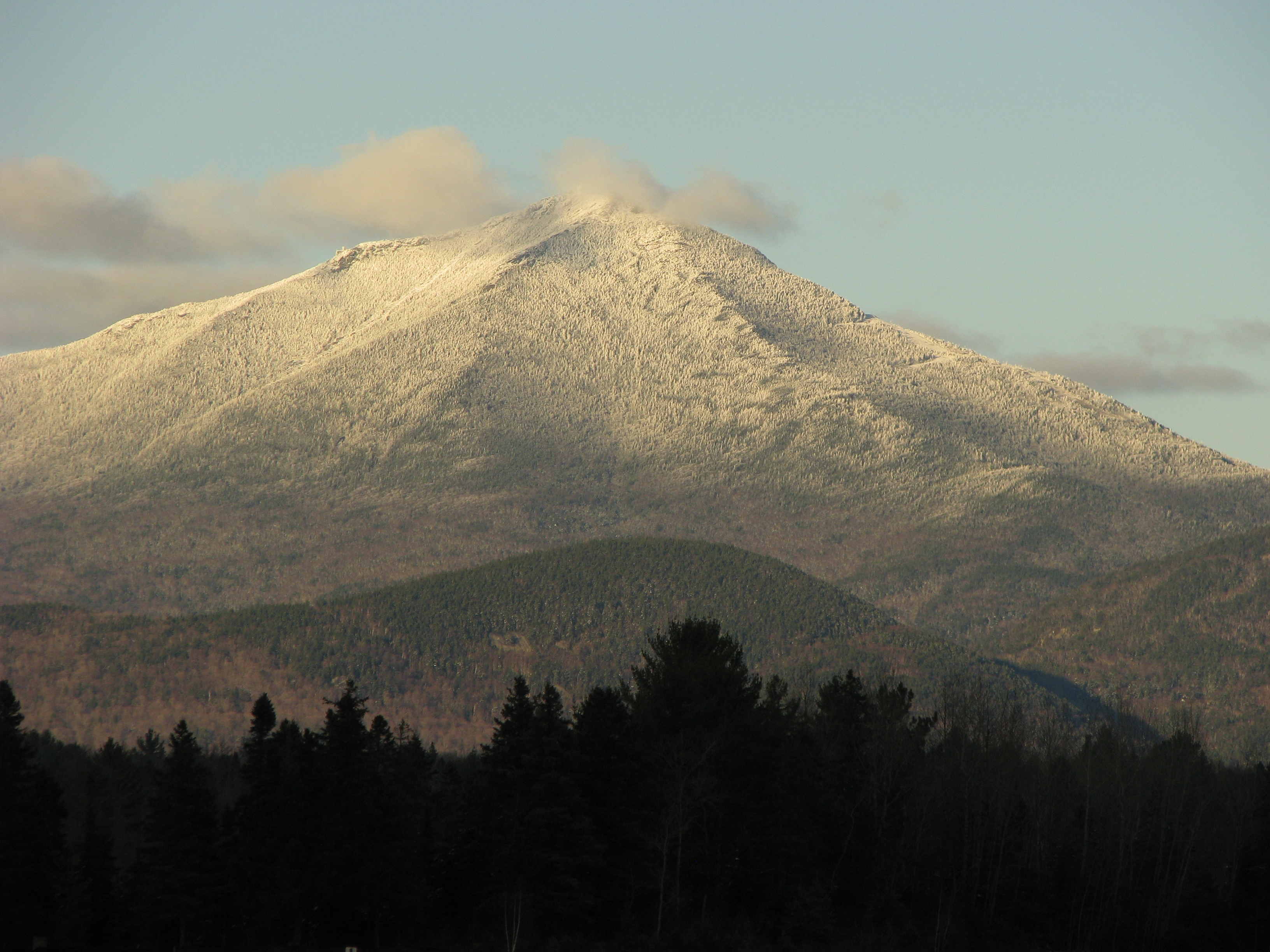
Whiteface Mountain es la quinta montaña más alta del estado de Nueva York, y uno de los picos más altos de las montañas Adirondack.

Hace unos 2,5 millones de años en el Pleistoceno comenzó un ciclo de períodos glaciares e interglaciares que cubrieron la zona de hielo. Durante el episodio más reciente, la capa de hielo Laurentino cubrió la mayor parte del norte de Norteamérica entre hace unos 95.000 y 20.000 años. Después de esto, el clima se calentó, pero tardó casi 10.000 años en derretirse por completo una capa de hielo de 3.048 m de espesor. La evidencia de este período incluye:
- Eskers: el esker del lago Rainbow divide en dos el lago del mismo nombre y se extiende discontinuamente a lo largo de 85 millas (unos 137 km). Otro largo esker discontinuo se extiende desde Mountain Pond a través de Keese Mill, pasando entre Upper St. Regis Lake y los Spectacle Ponds, y continuando hasta Ochre, Fish y Lydia Ponds en la Zona de canoas de Saint Regis. Un esker de 150 pies de altura divide en dos la Five Ponds Wilderness Area.[16]
- Bloques erráticos: hay uno grande en el Centro de información para visitantes de Newcomb junto al sendero del lago Rich.
- Kame
- Morrenas
- Los circos que caracterizan la Whiteface Mountain.
- Planicies outwash: Regis Canoe Area es una llanura de afloramiento salpicada de depresiones kettle.

Los suelos de la zona son generalmente delgados, arenosos, ácidos e infértiles, habiéndose desarrollado desde el retroceso glaciar.

## Ecología

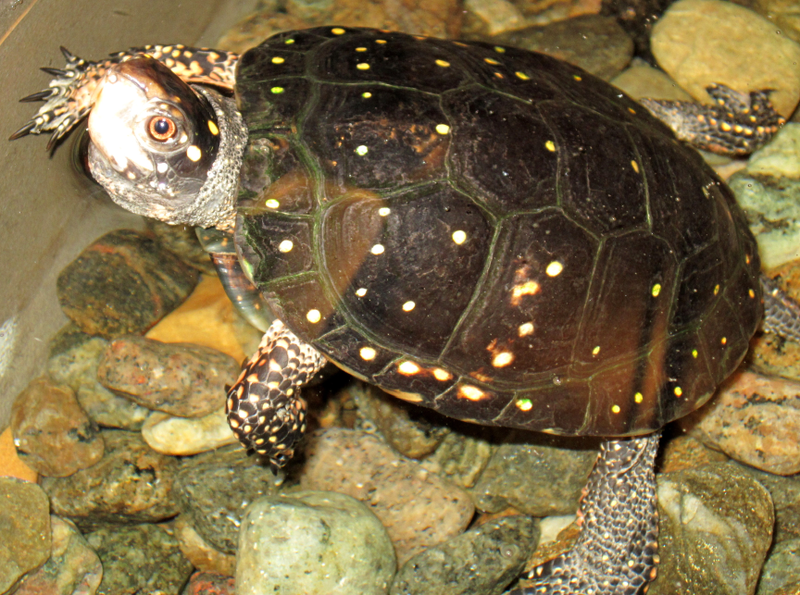
Una tortuga moteada en el Wild Center

Las montañas Adirondack forman la parte más meridional de la ecorregión transición forestal-boreal oriental. Están densamente arbolados y contienen una de las distribuciones más meridionales del ecotipo taiga en Norteamérica. Los bosques de los Adirondacks incluyen abetos, pinos y caducifolios. La explotación maderera, que en su día fue una industria importante, se ha visto muy restringida por la creación de reservas forestales estatales.
Las montañas incluyen muchos humedales, de los que hay tres tipos:
- humedales tipo pantanno que incluyen árboles y arbustos.
- humedales tipo pantano con agua estancada. Pueden albergar rana toro, mirlo acuático, salamandra moteada, garza azul, avetoro americano y tortugas pintadas. La hierba del pepinillo suele formar grandes colonias.
- Ciénagas, caracterizadas por plantas como el musgo esfagno, orquídeas y plantas de jarra.

Entre las aves que se reproducen se encuentran especialistas de los bosques septentrionales que no se encuentran en ningún otro lugar del estado, como carbonero boreals, arrendajo canadienses, urogallo de Canadá, carpintero dorsinegro, colimbo grande y piquituerto. Entre los mamíferos se encuentran mapaches, castores,  nutria de río, gato montés, alce, oso negro y coyote. Entre los mamíferos extirpados o extinguidos que antiguamente vagaban por los Adirondacks se encuentran el puma oriental, el alce oriental, el glotón, el caribú, el lobo oriental y el lince canadiense. Los intentos de reintroducción de alces y linces en el siglo XX fracasaron por numerosas razones, como la caza furtiva, las colisiones con vehículos y la incompetencia en materia de conservación.
Casi el 60 por ciento del parque está cubierto de bosque de madera dura del norte. Por encima de 2600 pies (792,5 m), las condiciones son demasiado pobres para que prosperen las frondosas, y los árboles se mezclan o son sustituidos por abeto balsámico y abeto rojo. Por encima de 3500 pies (1066,8 m) abeto negro sustituye al rojo. Más arriba aún, sólo sobreviven los árboles lo suficientemente bajos como para cubrirse de nieve durante el invierno.
Una pequeña zona en los picos más altos existe por encima de la línea de árboles y tiene un clima alpino.
| |
| Las montañas Adirondack del norte del estado de Nueva York forman la zona más meridional de la ecoregión de transición forestal-boreal oriental de Norteamérica. |

| |
| Las nacientes del río Hudson están cerca o en el lago Tear of the Clouds, un pequeño lago en los Adironacks, foto hacia siglo XIX. |

| |
| Lago George, uno de los numerosos lagos oligotróficos de la región de Adirondack, es apodado la Reina de los Lagos Americanos. |

| |
| Lago Espejo en el pueblo de Lake Placid en los Adirondacks, sede de los 1932 y de los Juegos Olímpicos de Invierno de 1980. |

|                                                                                  |
| Lake Flower en el pueblo de lago Saranac, apodado la Capital de los Adirondacks. |

|                                                |
| La región de los picos elevados de Adirondack. |